# Après lui
Ne doit pas être confondu avec Après moi.
Pour plus de détails, voir Fiche technique et Distribution.
Après lui est un film français de Gaël Morel, sorti en 2007.

## Synopsis
Camille voit sa vie brisée par la disparition de son fils dans un accident de la route. Incapable de faire le deuil, elle s'attache à Franck, le meilleur ami de celui-ci, qui est aussi le responsable du drame. Les proches de Camille ne comprennent pas son attitude. Le vide se fait autour d'elle. Qu'importe le scandale, Franck devient l'objet consentant de son affection. Mais il va prendre peu à peu conscience que l'obsession de Camille le met en danger.

## Fiche technique
- Titre original : Après lui
- Réalisation : Gaël Morel
- Scénario : Christophe Honoré et Gaël Morel
- Production : Laurent Lavolé, Isabelle Pragier
- Société de production : Gloria Films / Rhône-Alpes Cinéma
- Musique : Louis Sclavis, The Tatianas (Running Away).
- Photographie : Jean-Max Bernard
- Montage : Catherine Schwartz
- Décors : Zé Branco
- Costumes : Pierre Canitrot, Catherine Leterrier
- Pays :  France
- Genre : drame
- Durée : 94 minutes
- Format : couleur
- Date de sortie : 23 mai 2007 en France

## Distribution
- Catherine Deneuve : Camille Lachenay, la mère de Mathieu, libraire qui s'attache à Franck
- Thomas Dumerchez : Franck, l'ami de Mathieu, responsable de sa mort dans un accident de voiture
- Guy Marchand : François, l'ex-mari de Camille et le père de Mathieu
- Élodie Bouchez : Laure, la sœur de Mathieu, qui accepte mal Franck
- Elli Medeiros : Pauline
- Luis Rego : le père de Franck
- Adrien Jolivet : Mathieu
- Salim Kechiouche : le serveur au concert
- Amina Medjoubi : la mère de Franck
- Julien Honoré : l'écrivain
- The Tatianas : eux-mêmes
- Sasha Alliel : le frère de Franck
- Abderahmane Batouche : un client du bar
- Raphaël Benchemhoun : Paul
- Catarina Wallenstein : Maria
- Gabrielle Forest : la commissaire
- Pom Klementieff : Emilie

## Autour du film
Le film est tourné à Lyon : Université Lyon 2, quais du Rhône, pont de l'Université, hôtel de Ville, place des Terreaux, lycée Ampère Bourse, passage Ménestrier, montée de la Grande Côte, place Bellecour, passerelle du palais de justice, librairies Décitre & Gibert, La Duchère / Thoissey / Saint Laurent d'Oingt.
Le film a été sélectionné à la Quinzaine des réalisateurs en mai 2007.